# Småskär (Brändö, Åland)
Småskär är en ö i Åland (Finland). Den ligger i Skärgårdshavet och i kommunen Brändö i landskapet Åland, i den sydvästra delen av landet. Ön ligger omkring 73 kilometer nordöst om Mariehamn och omkring 230 kilometer väster om Helsingfors.
Öns area är 16,8 hektar och dess största längd är 0,6 kilometer i nord-sydlig riktning.